# Literaturhaus Schleswig-Holstein
Das Literaturhaus Schleswig-Holstein ist eine in ganz Schleswig-Holstein tätige kulturelle Institution mit Sitz in Kiel. Der Verein Literaturhaus Schleswig-Holstein, zu dem gut 30 kulturelle Vereine und Verbände im Land zählen, organisiert die Vernetzung der schleswig-holsteinischen Literaturschaffenden und präsentiert in einem vom Land gemieteten Haus im Alten Botanischen Garten in Kiel ein eigenes literarisches Programm.
Das Literaturhaus Schleswig-Holstein ist Mitglied in der Arbeitsgemeinschaft der Literaturräte in der Bundesrepublik Deutschland.

## Geschichte

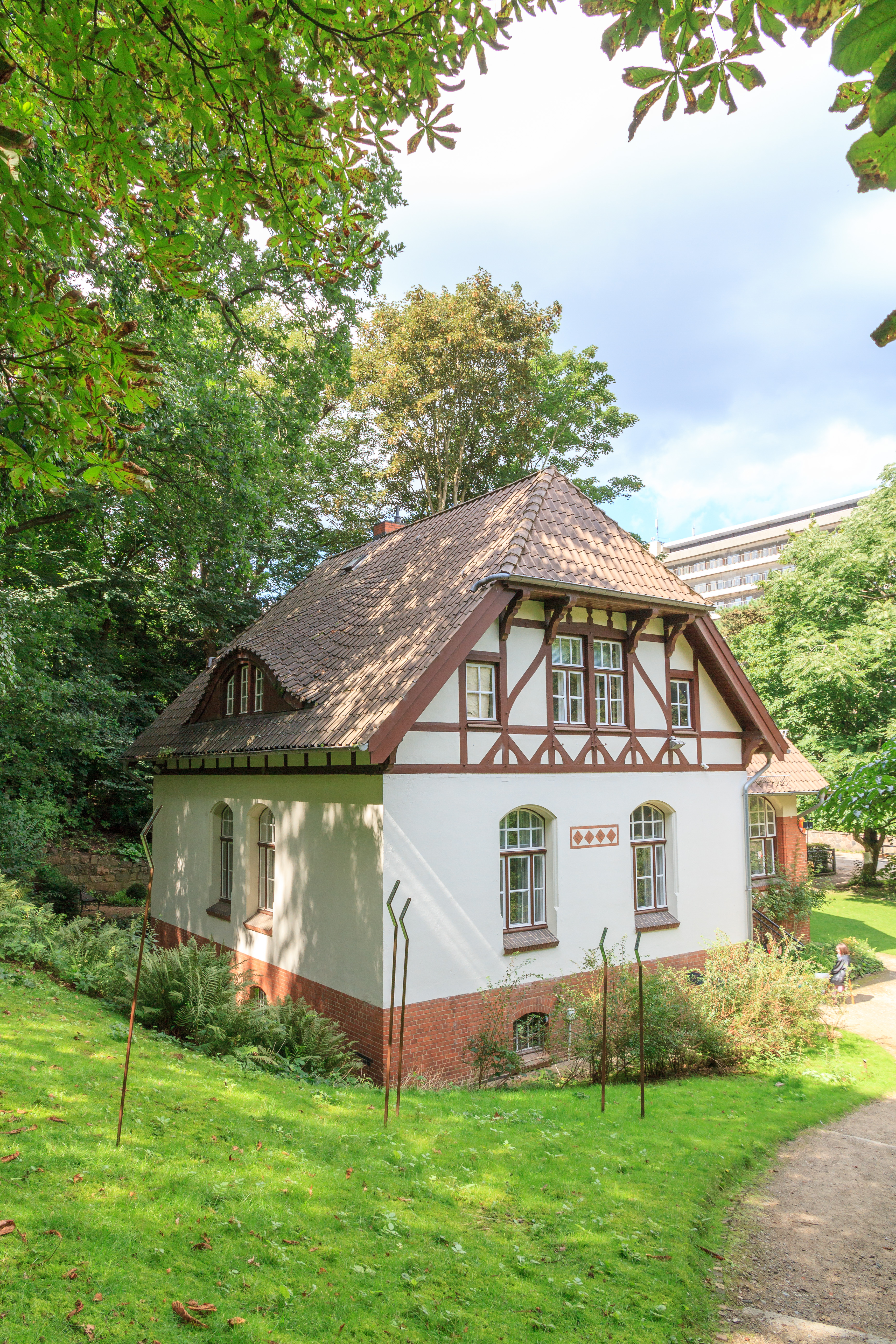
Literaturhaus (ehemaliges Haus des Garteninspektors im Alten Botanischen Garten)

Der Verein Literaturhaus Schleswig-Holstein wurde 1989 mit dem Ziel gegründet, die Literaturförderung im Land zu professionalisieren und in einer Institution zu bündeln. Erster Vereinsvorsitzender war Friedrich Mülder, der heute Ehrenvorsitzender ist. 1993 bis 1999 lag die Geschäftsführung und Programmleitung in den Händen von Michael Roesler-Graichen; in seine Amtszeit fiel 1998 der Umzug in das heutige Domizil, einen repräsentativen Bau im Alten Botanischen Garten in Kiel (Schwanenweg 13). Von 1999 bis 2022 war Wolfgang Sandfuchs Geschäftsführer des Literaturhauses, seitdem wird es im Team von Britta Lange und Olaf Irlenkäuser geleitet.

## Tätigkeitsprofil
Das Literaturhaus fungiert als Literaturbüro für Schleswig-Holstein, d. h. es vernetzt literarische Institutionen und Literaturschaffende und bietet Autorinnen und Autoren Beratung zu Fragen des Literaturbetriebs an. Es unterstützt schleswigholsteinweit Veranstalter bei der Durchführung von literarischen Veranstaltungen und organisiert im Sommer mit dem „Literatursommer“ ein eigenes, vielbeachtetes Format: In Kooperation mit Partnern im ganzen Land findet von Mitte Juli bis Ende August eine Lese- und Veranstaltungsreihe statt, die über einen jährlich wechselnden Länderschwerpunkt verfügt und nicht nur Autorinnen und Autoren einlädt, sondern auch Sprache, Kultur und Lebensrealität des Schwerpunktlands vorstellt.
In der Veranstaltungsarbeit im eigenen Haus in Kiel liegt der Schwerpunkt auf der Präsentation neuer deutschsprachiger Literatur sowie fremdsprachiger Literatur speziell aus den Anrainerländern der Ostsee. Jährlich wiederkehrende Highlights des Veranstaltungsprogramms sind die in Kooperation mit der CAU Kiel organisierte Liliencron-Dozentur, die einzige speziell der Lyrik gewidmete Poetikdozentur in Deutschland, sowie das seit 2003 durchgeführte Europäische Festival des Debütromans, das Autorinnen und Autoren von Erstlingswerken miteinander vernetzt und dem Publikum vorstellt. Ein besonderer Schwerpunkt liegt auf der Arbeit für Kinder, Jugendliche und junge Erwachsene – das umfasst nicht nur Lesungen, sondern auch das Rezensionsblog für Kinder „Kieler Leseratten“ und die Schreibwerkstatt für Jugendliche „Texte unter der Lupe“. Diese Aktivitäten des Hauses sind im Programmbereich „Junges Literaturhaus“ gebündelt.
Literarische Vereinigungen wie der VS Schleswig-Holstein, die auch Mitglieder des Trägervereins sind, ergänzen mit Gastveranstaltungen das Angebot.
Seit 2019 gibt das Literaturhaus die Buchreihe „Signaturen“ heraus, die herausragenden schleswig-holsteinischen Schriftstellerinnen und Schriftstellern gewidmet ist. Bisher erschienen zwei Bände, zu Henning Boëtius (2019) und Heiner Egge (2021). Beiträge zum Wettbewerb um den Literaturpreis „Neue Prosa aus SH“ werden jährlich ebenfalls in Buchform veröffentlicht.
Auf seiner Website pflegt das Literaturhaus eine Datenbank schleswig-holsteinischer Schriftstellerinnen und Schriftsteller und verzeichnet Neuerscheinungen und Neuigkeiten aus dem Literaturbetrieb des Landes. Seit 2021 werden diese Informationen multimedial aufbereitet auf der Web-Plattform „Literaturland SH“ präsentiert – die Website versteht sich als Reiseführer und Orientierungshilfe für die literarische Geschichte und Gegenwart des ganzen Landes.
Das Literaturhaus finanziert sich überwiegend aus institutioneller Förderung des Landes und in geringerem Ausmaß aus kommunaler Förderung der Stadt Kiel sowie aus Vereinsbeiträgen, Spenden und Drittmitteln. Es wird in seiner Arbeit von einem ehrenamtlichen Freundeskreis unterstützt.